# Glouglou
 (août 2024).
 (décembre 2017).
Glouglou est une pièce de théâtre québécoise destinée aux enfants de 2 à 5 ans, créée par le Théâtre de Quartier de Montréal en 2005. Elle a été écrite par Louis-Dominique Lavigne, auteur dramatique montréalais.
La pièce raconte l’histoire de deux tout-petits qui découvrent un univers rempli de cachettes et de premières fois. À travers leur quotidien, les deux petits personnages découvrent les petits bonheurs de la vie.

## Le livre
Depuis 2008, Glouglou est également un livre illustré pour bébés à l’aide des images de Marilyn Perreault. En suivant pas à pas les découvertes et les explorations du petit personnage, les dessins facilitent l’échange avec les enfants et les parents.
Glouglou a foulé depuis les scènes de grands festivals de théâtre jeune public, En mai dernier, la troupe présentait avec grand succès la version anglaise du spectacle au Bank of Scotland Imaginate Festival d’Édimbourg.

## Prix et reconnaissances
- Gagnant du Masque 2005 de la production « jeunes publics » [1]
- En nomination pour le Masque 2005 du texte original et le Masque 2005 de la mise en scène
- Prix du public, saison 2006-2007 de L’Arrière Scène à Belœil